# Trichardis turneri
Trichardis turneri là một loài ruồi trong họ Asilidae. Trichardis turneri được Oldroyd miêu tả năm 1974. Loài này phân bố ở vùng nhiệt đới châu Phi.